# Oxynoemacheilus shehabi
Oxynoemacheilus shehabi — вид коропоподібних риб родини Nemacheilidae. Описаний у 2021 році.

## Поширення
Ендемік Сирії. Виявлений у верхів'ї річки Оронт на півдні країни.